# قرچی گک
قرچی گک (به لاتین: Qarchi Gak) یک منطقهٔ مسکونی در افغانستان است که در ولایت بلخ واقع شده‌است.